# The Family (série télévisée)
The Family est une série télévisée américaine en douze épisodes de 42 minutes créée par Jenna Bans et diffusée entre le 3 mars 2016 et le 15 mai 2016 sur le réseau ABC et en simultané au Canada sur le réseau CTV pour les six premiers épisodes, puis sur CTV Two.
En France, la série a été diffusée du 9 avril 2017 au 14 mai 2017 sur 13e Rue. Cette série est inédite dans tous les autres pays francophones.

## Synopsis
Claire Warren se lance dans la politique lorsque son fils Adam, âgé de huit ans, disparaît. Un prédateur sexuel est rapidement mis en prison pour avoir commis le meurtre de l'enfant. Quelques années plus tard, alors que la famille Warren pleure toujours la perte de leur cadet, un jeune homme surgit et prétend être le fameux Adam. Mais l'est-il réellement ? Si Claire est sûre d'avoir retrouvé son fils, Danny, l'aîné, reste sur ses gardes. La famille Warren, de nouveau réunie, n'est qu'une bombe à retardement. La candidature de Claire en tant que gouverneure met son mariage avec John en péril. Pouvoir, culpabilité, adultère, doute, leur fin heureuse n'est que le commencement.

## Distribution

### Acteurs principaux
- Joan Allen (VFB : Fabienne Loriaux) : Claire Warren
- Alison Pill (VFB : Claire Tefnin) : Willa Warren, fille de Claire
- Margot Bingham (VFB : Marcha Van Boven) : détective Nina Meyer
- Zach Gilford (VFB : Philippe Allard) : Danny Warren, fils aîné de Claire
- Liam James (VFB : Grégory Praet) : Adam Warren, fils cadet de Claire
- Floriana Lima (VFB : Mélanie Dambermont) : Bridey Cruz
- Rupert Graves (VFB : Nicolas Matthys) : John Warren, mari de Claire
- Andrew McCarthy (VFB : Franck Dacquin) : Hank Asher
- Rarmian Newton (VFB : Mattéo Marchese) : Danny (jeune)
- Madeline Arthur (VFB : Aaricia Dubois) : Willa (jeune)

### Acteurs récurrents
- Alex Steele : Bridey (jeune)
- Grant Show : Charlie Lang, gouverneur démocrate du Maine
- Jessie Mueller (en) : Fran
Version française
  - Société de doublage : Dubbing Brothers - Belgique
  - Direction artistique : Laurent Vernin
  - Adaptation des dialogues : Nadine Giraud

Source VF : carton de doublage télévisuel

## Production

### Développement
Le 26 septembre 2014, ABC a commencé le développement du projet de la série avant de donner officiellement, le 14 janvier 2014, le feu vert concernant le tournage du pilote, sous le titre Flesh and Blood,.
Le 7 mai 2015, le réseau ABC annonce officiellement après le visionnage du pilote, la commande du projet de série, sous son titre actuel,.
Le 16 novembre 2015, ABC annonce le lancement de la série au 3 mars 2016.
Le 12 mai 2016, ABC annonce l'annulation de la série après une unique saison.

### Casting
Les rôles ont été attribués dans cet ordre : Zach Gilford, Liam James, Margot Bingham, Joan Allen, Floriana Lima, Alison Pill, Andrew McCarthy, Rarmian Newton, Rupert Graves et Madeline Arthur.
En octobre 2015, Grant Show et Jessie Mueller décrochent un rôle récurrent.

## Épisodes
1. Retour à la maison (Pilot)
2. Dans l'obscurité (All You See Is Dark)
3. Maman ours (Of Puppies and Monsters)
4. L'enlèvement (Feathers or Steel)
5. Papa ours (I Win)
6. L'appât (Nowhere Man)
7. Des journées sans fin (All the Livelong Day)
8. Sweet Jane (Sweet Jane)
9. À deux doigts de la vérité  (Betta Male)
10. Justice (Fun Ways to Tell Boyfriend You're Pregnant)
11. Le grand jour (Election Day)
12. Mieux vaut tard que jamais (What Took so Long)

## Accueil

### Réception critique
La série est accueillie de façon mitigée par la critique. L'agrégateur de critiques Metacritic lui accorde une note de 58 sur 100, basée sur la moyenne de 21 critiques. Sur le site Rotten Tomatoes, elle obtient une note moyenne de 60 %, sur la base de 30 critiques.
Sur son blog, Pierre Sérisier estime que le « premier épisode est suffisamment bien construit pour qu'on ait envie de voir la suite » tout en notant l'influence des séries nordiques (Nordic Noir) telles que Forbrydelsen (The Killing).